# كونتروغيرا
كونتروغيرا (بالإيطالية: Controguerra)‏ هي بلدية في مقاطعة تيرامو في إقليم أبروتسو الإيطالي.

## السكان
في سنة 1861 بلغ عدد السكان 2٬248 نسمة، وتطور العدد ليصل في سنة 2011 لـ 2٬422 نسمة.
يظهر هذا المخطط البياني تطور النمو السكاني لـ كونتروغيرا

## توأمة
لكونتروغيرا اتفاقيات توأمة مع كل من:
- Gmina Połczyn-Zdrój [الإنجليزية]‏
- تمبلين